# Christian Schwarz-Schilling
Christian Schwarz-Schilling (ur. 19 listopada 1930 w Innsbrucku) – niemiecki polityk i przedsiębiorca, deputowany do Bundestagu, w latach 1982–1992 minister, od 2006 do 2007 wysoki przedstawiciel dla Bośni i Hercegowiny.

## Życiorys
W 1950 zdał maturę w Ernst-Moritz-Arndt-Gymnasium w Berlinie. Następnie studiował historię starożytną, filozofię i religioznawstwo na Wolnym Uniwersytecie Berlińskim. W latach 1951–1956 kształcił się w zakresie kultury i lingwistyki Azji Wschodniej na Uniwersytecie Ludwika i Maksymiliana w Monachium. W 1956 obronił pracę doktorską z zakresu sinologii pt. Der Friede von Shan-Yüan 1005 n. Chr. und seine Auswirkungen auf die Beziehungen zwischen dem Chinesischen Reich und dem Liao-Reich der Kitan. Odbywał staż w Deutsche Banku w Hamburgu. W 1957 został dyrektorem zarządzającym przedsiębiorstwa Accumulatorenfabrik Sonnenschein w Büdingen, którym kierował do 1982.
W tym czasie zaangażował się również w działalność polityczną. W 1960 przystąpił do Unii Chrześcijańsko-Demokratycznej (CDU). W 1964 dołączył do komitetu wykonawczego partii w Hesji. Od 1964 do 1968 był radnym powiatowym. W 1966 został wybrany do landtagu Hesji (zasiadał w nim do 1976), a rok później został sekretarzem generalnym CDU w landzie, pełniąc tę funkcję do 1980. W latach 1971–1982 był członkiem rady telewizji ZDF.
W 1976 został wybrany do Bundestagu, mandat poselski wykonywał do 2002. W 1982 objął stanowisko ministra poczty i telekomunikacji w pierwszym gabinecie Helmuta Kohla. Utrzymał tę funkcję również w trzech kolejnych rządach tego kanclerza. Za jego urzędowania w Niemczech wprowadzono telewizję kablową, a także rozwinęły się telewizje prywatne.
W 1992 zrezygnował ze stanowiska ministra, motywując to bezczynnością niemieckiego rządu wobec sytuacji w byłej Jugosławii. Sam zaangażował się z zażegnywanie konfliktu na Bałkanach, próbując mediować między różnymi stronami i zajmując się nadzorem nad powrotem uchodźców. W 1994 objął funkcję wiceprzewodniczącego komitetu Human Rights and Humanitarian Aid. Rok wcześniej zajął się także prowadzeniem własnej działalności gospodarczej.
W styczniu 2006 zastąpił na stanowisku wysokiego przedstawiciela dla Bośni i Hercegowiny Paddy'go Ashdowna. Christian Schwarz-Schilling, w przeciwieństwie do poprzednika, który często ingerował w wewnętrzną politykę Bośni i Hercegowiny, postrzegany był jako polityk bardziej umiarkowany. Urząd ten sprawował do czerwca 2007, kiedy to funkcję tę przejął Słowak Miroslav Lajčák.